# Tadao Onishi
Tadao Onishi, född 18 april 1943 i Kyoto prefektur, Japan, död 29 juni 2006, var en japansk fotbollsspelare.